# Etiketa

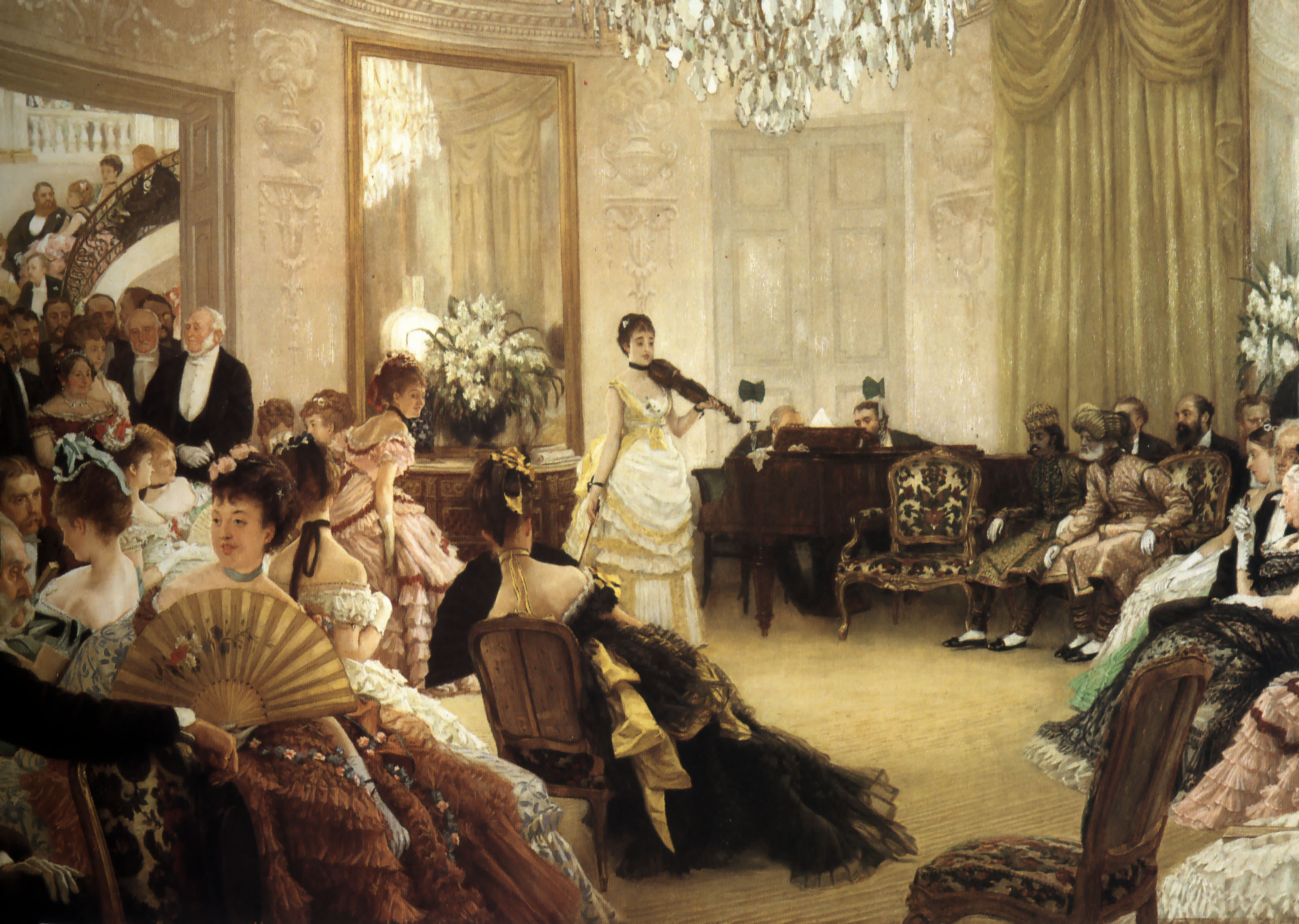
Etiketa na plese
(Londýn, kolem 1895)

Etiketa (z francouzského etiquette, lístek, štítek) znamená soubor pravidel zdvořilého chování ve společnosti.

## Význam
Etiketa původně znamenala papírový lístek nebo štítek s nějakou informací, například etiketa na lahvičce s léky, která popisuje obsah. Stejně se označovaly i lístky se jmény, jimiž se u francouzského královského dvora určovalo místo u stolu, kam se má host posadit. Tento význam se pak rozšířil na pravidla zdvořilosti a dobrého společenského chování vůbec. I v tomto rozšířeném významu však etiketa znamená pravidla spíše zdvořilostní, jejichž porušení sice společnost odmítá, ale netrestá a vlastně ani neodsuzuje. Kdo porušil etiketu, je nevychovaný a nezdvořilý, nemusí však být mravně špatný.
Etiketa je součástí společenského mravu, nikoli individuální morálky a etiky. Její pravidla jsou původně nepsaná a někdy není jasné, proč se určité chování předepisuje nebo naopak zakazuje. Většinou však zpříjemňují vzájemný styk (například zákaz mlaskat při jídle či kdykoliv dělat zvláštní zvuky) a často vyjadřují jistou zdrženlivost a respekt k ostatním, k ženám a starším (například přednost u stolu, ve dveřích). Dodržováním etikety dává člověk najevo, že ví „co se sluší“ a že tedy do daného prostředí patří. Předchází tím konfliktům a zároveň se brání nežádoucí důvěrnosti.

## Obsah

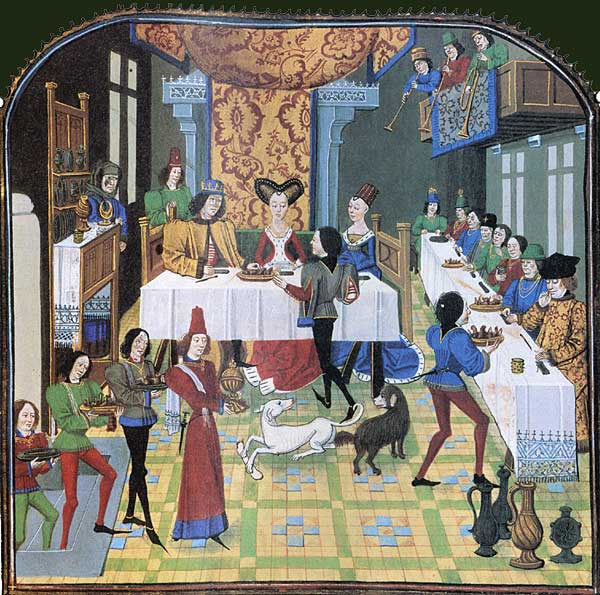
Dvorská hostina
(Francie, 15. stol.)

Etiketa je vysoce konvenční záležitost a je tedy v každé společnosti a v každém prostředí odlišná. Přesto se téměř vždy soustřeďuje na několik hlavních okruhů:
- držení těla a gest,
- oblečení a účesu,
- pozdravu a gest při setkání a loučení,
- chování při jídle,
- chování vůči osobám druhého pohlaví,
- řeči a rozhovoru.

Pro společenský styk platí řada pravidel, které požadují upřednostnění některých osob před jinými. Obecně má žena přednost před mužem, starší přednost před mladším a nadřízený přednost před podřízeným.
V moderní společnosti, kde člověk vystupuje v různých prostředích a rolích, závisí silně na právě zastávané roli: bankovní úředník, lékař, učitel, policista ve službě, prezident, musí dodržovat pravidla a vzorce chování, které se liší od chování doma nebo mezi přáteli. V současné době kladou firmy na chování svých zaměstnanců vůči zákazníkům velký důraz a často pro ně pořádají zvláštní kurzy zdvořilosti.
Podobně významné jsou dnes i rozdíly etikety v různých zemích a vychází množství příruček, které informují o tom, nač si má návštěvník dávat pozor. Vznikají také nové etikety pro nová prostředí, jako je netiketa pro chování na webu.

## Historie
Pravidla dobrého chování zná a vymáhá každá společnost, zejména však společnosti hierarchické a sociálně stratifikované, kde každé společenské vrstvě přísluší pevné místo, jisté možnosti a jistá omezení. Etiketa v moderním smyslu vznikla na panovnických dvorech už ve starém Egyptě, v Japonsku (rei), v Evropě vzrostl její význam zejména počátkem novověku a vyvrcholil v 18. století. O dvorském původu svědčí i české slovo „zdvořilost“.
Současně však vznikala i pravidla zdvořilosti a slušnosti pro chování ve městech vůbec, protože zde se lidé neustále setkávají a přitom netouží po důvěrných stycích s každým. Taková pravidla slušnosti pro děti vydal roku 1530 Erasmus Rotterdamský (De civilitate morum puerilium), jinou slavnou příručku „Galateus, čili o způsobech“ (Galateo overo dei costumi) vydal italský kněz Giovanni della Casa roku 1558. Slavnou příručku s titulem „Jak jednat s lidmi“ (Über den Umgang mit Menschen) vydal A. Knigge roku 1788 a slovo „Knigge“ znamená dodnes v Německu příručku slušného chování. V Československu se v tomto ohledu proslavil ceremoniář presidenta Masaryka pan Jiří Guth-Jarkovský, autor Společenského katechismu.